# Conservatoire Henri Dutilleux du Grand Belfort
 (août 2025).
Le Conservatoire Henri Dutilleux du Grand Belfort est un établissement public spécialisé d’enseignement artistique (Musique, Danse et Théâtre) classé « Conservatoire à Rayonnement Départemental » et placé sous le contrôle pédagogique du Ministère de la Culture. Cette institution d'enseignement de la musique, de la danse et du théâtre est située à Belfort en France.

## Historique
Le Conservatoire Henri Dutilleux du Grand Belfort, réseau d'enseignement spécialisé musique, danse et théâtre assure sa mission éducative et de diffusion musicale sur le territoire de la Communauté de l'Agglomération Belfortaine sur huit sites situés pour deux à Belfort, à Valdoie, à Bavilliers, à Danjoutin, à Chèvremont, à Bourogne et à Châtenois-les-Forges.
Il regroupe environ 1 500 élèves et 84 enseignants. Les élèves ont la possibilité d'avoir accès à des cursus diplômants ou non-diplômants.
Le conservatoire, jusqu'alors situé au 3 Faubourg de Montbéliard a déménagé le 10 octobre 2016 dans un nouveau bâtiment moderne situé 1 Rue Paul Koepfler près du Fort Hatry. Le conservatoire, devenu propriété du Grand Belfort, accole à son nom un compositeur pour marquer le coup et choisit celui d'Henri Dutilleux.
Le nouveau conservatoire est doté de salles avec des murs antirésonances et des murs (ainsi que des portes) plus épais afin d'améliorer les conditions de travail des élèves et des enseignants. Il est également doté d'un amphithéâtre, d'une médiathèque et d'un auditorium. 
La grandeur du hall principal permet l'organisation de divers mini-concerts improvisés par des professeurs et élèves volontaires organisés en consort pour animer le conservatoire tout au long de la journée.

## Les disciplines
Le conservatoire enseigne sur 3 disciplines majeures : la musique, le théâtre et la danse. 
En musique, les disciplines sont divisées en 9 départements dont 8 où les enseignements sont individuels ou en consort :
- le département bois regroupe la flûte traversière, le hautbois, la clarinette, le saxophone et le basson.
- le département cuivres et percussions regroupe le cor d'harmonie, le trombone, la trompette, le tuba-euphonium et les percussions.
- le département cordes regroupe le violon, l'alto, le violoncelle et la contrebasse.
- le département musiques actuelles amplifiées/jazz regroupe le chant amplifié, la guitare électrique, la guitare basse, la contrebasse jazz, le saxophone jazz, la batterie / batterie jazz et la guitare jazz.
- le département instruments polyphoniques regroupe la guitare, la harpe et l'accordéon chromatique.
- le département piano/accompagnement est un département unique regroupant une seule discipline et spécialement fait pour le piano.
- le département musique traditionnelle regroupe l'accordéon diatonique, la cornemuse, la mandoline, la vielle à roue, le violon traditionnel et les percussions digitales.
- le département musique ancienne regroupe l'orgue, le clavecin, la flûte à bec, la viole de gambe, le traverso, le violon baroque, le cromorne et la trompette naturelle.

Le neuvième département régit les enseignements de formation collectifs et sont obligatoires en fonction du cursus :
- le département culture et formations musicales regroupe la Musique et création Assistées par Ordinateur (MAO) : éveil musical, l'écriture, la culture musicale, la formation musicale, la composition et la gravure.

Le théâtre, la danse et le chant sont fusionnés dans un seul département :
- le département arts de la scène regroupe la danse contemporaine, le théâtre, le chant lyrique, le chant musiques actuelles et le chant choral.

## Directeurs successifs
- François-Henri Labey : 1982 à 1988
- Pierre Guiral
- Jean-Jacques Griesser : 1998 à 2009
- Fabrice Melin : 2009 à 2013
- Philippe Barthod : 2013 à 2022
- Philippe Michelot depuis 2022

## Missions
Depuis le 1er septembre 2012, le conservatoire a mis en place des cours de théâtre et propose même un cursus diplômant. 